# Cécile Duflot

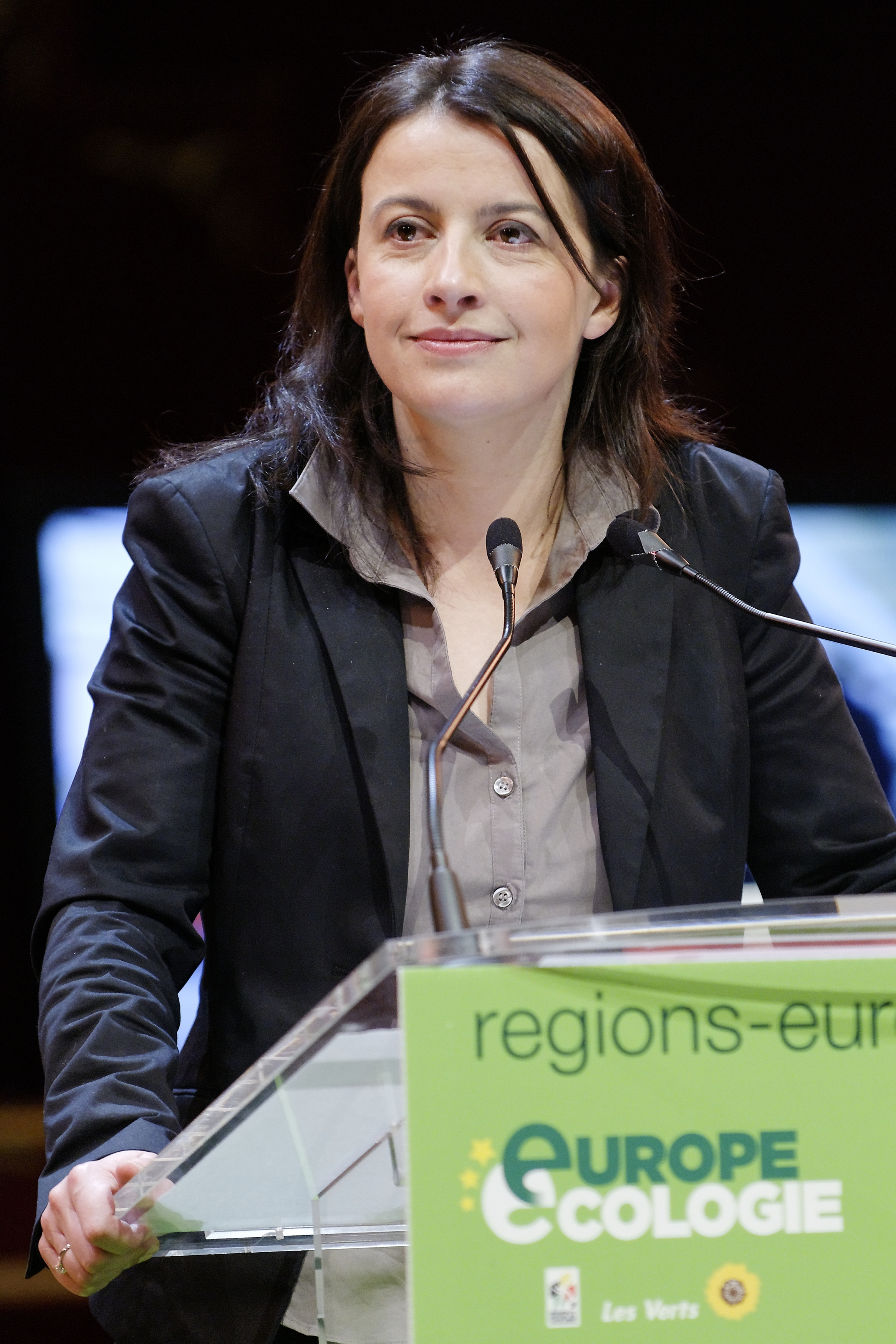
Cécile Duflot (2010)

Cécile Duflot (* 1. April 1975 in Villeneuve-Saint-Georges, Département Val-de-Marne) ist eine französische Politikerin der Europe Écologie-Les Verts (EELV, Europa Ökologie-Die Grünen). Sie war von 2006 bis 2012 Generalsekretärin von Les Verts bzw. EELV sowie von Mai 2012 bis März 2014 Ministerin für Wohnungswesen.
Im April 2018 verließ sie die Politik und wurde Generaldirektorin von Oxfam France.

## Familie und Ausbildung
Sie ist Tochter eines Eisenbahners und einer Physik- und Chemie-Lehrerin, die beide gewerkschaftlich organisiert waren.
Sie ist geschieden und hat vier Kinder.
Nach dem Baccalauréat, das sie 1992 ablegte, studierte sie an der Université Paris Diderot (Paris VII) Geographie, schloss 1997 mit einer Licence und einem DEA ab. Parallel engagierte sich die Katholikin in der Christlichen Arbeiterjugend, der Vogelschutz-Liga und bei Genepi, einer Studentenorganisation, die sich für die Bildung von Gefängnisinsassen einsetzt. Zeitweilig arbeitete sie als öffentliche Schreiberin für die Häftlinge im Pariser Gefängnis La Santé. Sie nahm 1998 ein Aufbaustudium der Stadtökonomie an der Wirtschaftshochschule ESSEC auf, das sie nach zwei Jahren mit einer Maîtrise ès sciences (M.Sc.) abschloss. Anschließend arbeitete sie bei einer Immobiliengruppe, die Sozialwohnungen im Pariser Vorort Créteil vermietet.

## Politik
Duflot trat 2001 der Partei Les Verts bei und wurde 2004 in den Gemeinderat ihrer Heimatstadt Villeneuve-Saint-Georges in der Pariser Banlieue gewählt. Im November 2006 wurde Duflot Generalsekretärin von Les Verts. Sie initiierte zur Europawahl 2009 zusammen mit Daniel Cohn-Bendit das Parteienbündnis Europe Écologie, mit dem Les Verts 2010 zur Partei Europe Écologie-Les Verts (EELV) verschmolzen. Deren Generalsekretärin blieb Duflot bis Juni 2012. Bei der Wahl zum Regionalrat der Region Île-de-France am 14. März 2010 war sie Spitzenkandidatin der grünen Liste, die mit 16,6 % der Stimmen im ersten Wahlgang einen Achtungserfolg erzielte. Für den zweiten Wahlgang ging sie eine Listenverbindung mit dem Linksbündnis des Regionalpräsidenten Jean-Paul Huchon ein und verhalf diesem zum Sieg. Duflot zog auch selbst in den Regionalrat ein.
Nach der Wahl des Sozialisten François Hollandes zum Staatspräsidenten ernannte er Duflot am 16. Mai 2012 zur Ministerin für Gleichheit der Territorien und Wohnungswesen (franz. Ministère de l’Égalité des Territoires et du Logement) im Kabinett Ayrault. Bei der Parlamentswahl im Juni 2012 gewann Duflot ein Abgeordnetenmandat im 6. Wahlkreis von Paris (sie erhielt im zweiten Wahlgang 72 % der Stimmen), auf das sie jedoch verzichtete, um Ministerin zu bleiben. Sie war für das im März 2014 beschlossene Gesetz für Zugang zu Wohnraum und eine erneuerte Stadtentwicklung (Loi pour l'accès au logement et un urbanisme rénové) zuständig.
Als Manuel Valls als Nachfolger Jean-Marc Ayraults zum Premierminister ernannt wurde, schied Duflot zum 31. März 2014 auf eigenen Wunsch aus der Regierung aus. Anschließend wurde sie wieder Abgeordnete in der Nationalversammlung. Dort übernahm sie im Oktober 2015 den Ko-Vorsitz der ökologistischen Fraktion (gemeinsam mit Barbara Pompili). Im Vorfeld der Präsidentschaftswahl 2017 bewarb sich Duflot um die Kandidatur der Grünen, schied aber schon im ersten Wahlgang der Vorwahl mit 24,4 Prozent aus. Bei der Parlamentswahl im Juni 2017 trat sie erneut im 6. Wahlkreis von Paris an, erhielt aber nur noch 14,7 Prozent der Stimmen.